# Philippa Suxdorf
Philippa Suxdorf (Hamburg, 27 juli 1971) is een voormalig Duits hockeyster met 154 interlands achter haar naam.  Ze was ook lid van het Duitse hockeyteam op de Olympische Spelen van 1996 waar de zesde plaats werd gehaald in Atlanta.

## Persoonlijk
Ze is getrouwd met de Nederlandse hockey-international Teun de Nooijer. Samen hebben ze drie dochters, onder wie hockeyster Lilli de Nooijer.